# Evy
Kvinnonamnet Evy, Evie eller Evi är en engelsk smeknamnsform av det hebreiska namnet Eva som betyder livgiverska. Det äldsta belägget i Sverige är från 1849.
Det är mest vanligt bland personer födda på 1920-, 1930- och 1940-talet. [källa behövs]
Den 31 december 2014 fanns det totalt 9 085 kvinnor folkbokförda i Sverige med namnet Evy, varav 4 748 bar det som tilltalsnamn. Motsvarande siffror var 89 respektive 40 för Evie och 233 respektive 142 för Evi.
Namnsdag: 12 februari, (1986-1992: 24 december)

## Personer med namnet Evy, Evie eller Evi
- Evy Berggren, svensk gymnast, OS-guld 1952, OS-silver 1956
- Evi Huss, tysk kanotist
- Evy Ebba Kristina Låås, svensk konstnär
- Evy Palm, svensk långdistanslöpare
- Ewy Palm, svensk konstnär
- Evi Reçi, albansk sångerska
- Ewy Rosqvist-von Korff, svensk rallyförare
- Evi Sachenbacher-Stehle, tysk skidskytt och längdskidåkare
- Evy Tibell, svensk sångerska

### Fiktiva personer
- Evy Karlsson, spelad av Annika Andersson i den svenska komediserien Full Frys